# Красное вино
Красное вино (укр. Червоне вино) — третій студійний альбом української співачки Насті Каменських під псевдонімом NK. Він вийшов 21 травня 2021 року на лейблі Nice2CU.

## Про альбом
Перший сингл, що отримав назву «Vibe» (укр. Атмосфера) вийшов 27 листопада 2020 року разом з відеокліпом. За словами співачки ця пісня це «історія кохання, в котрій кожен знайде щось близьке своєму серцю».
29 січня 2021 року Настя Каменських презентувала другий сингл під назвою «Почуття» та відеокліп на нього та присвятила вихід пісні своєму батькові, який помер за декілька днів до прем'єри пісні. Режисером відео був Леонід Колосовський. У кліпі знялася мама співачки. Також, коли Настя Каменських стала амбасадоркою одного з брендів ювелірних прикрас, дана пісня використовувалась у рекламі даного бренду.
5 березня 2021 року побачив світ третій сингл з альбому, що називався «Девочки рулят» (укр. Дівчатка рулять), а відеокліп на цю композицію опублікували 18 березня. Режисером відео виступив Леонід Колосовський. Як акторки участь у музичному відеокліпі взяли: телеведуча Леся Нікітюк, модель та співачка Дарія Астаф'єва, блогерка Тетяна Парфільєва та дизайнерка Анна Андрійчук. У квітні того ж року співачка оголосила, що запускає однойменне реаліті-шоу, епізоди якого будуть оприлюднюватись на її YouTube сторінці.
Четвертий, фінальний, сингл, що має назву «Ма» вийшов 16 квітня, та на нього було створене ліричне відео.
Альбом вийшов 21 травня 2021 року. Того ж дня співачка оприлюднила відеокліп на композицію «Красное вино» (укр. Червоне вино), режисеркою якого стала Тата Белініна. Відеокліп на цю пісню, за підсумками 2021 року, увійшов в топ-10 музичних відео за кількістю переглядів з України, зайнявши 5 місце.
Сама співачка так описала альбом:
|  | Це альбом про справжню жінку і про любов, від якої паморочиться голова. Він, як дорогий терпкий напій, увібрав в себе всі відтінки жіночих почуттів. |

## Список композицій
Авторами тексту та музики є Настя Каменських та Олексій «Потап» Потапенко. Також, співавторами треків 1, 5, 8 та 13 є Інга та Володимир Кагарлики.
| Стандартне видання         | Стандартне видання                                    | Стандартне видання |
| #                          | Назва                                                 | Тривалість         |
| -------------------------- | ----------------------------------------------------- | ------------------ |
| 1.                         | «Красное вино»                                        | 3:38               |
| 2.                         | «Обидно»                                              | 2:35               |
| 3.                         | «Девочки рулят»                                       | 2:31               |
| 4.                         | «Ма»                                                  | 2:55               |
| 5.                         | «ABCD»                                                | 2:22               |
| 6.                         | «Шаг вправо»                                          | 2:35               |
| 7.                         | «Vibe»                                                | 3:15               |
| 8.                         | «Neon»                                                | 2:20               |
| 9.                         | «Loca»                                                | 2:24               |
| 10.                        | «Сорямба»                                             | 2:54               |
| 11.                        | «Если небеса»                                         | 2:26               |
| 12.                        | «Почуття»                                             | 2:54               |
| 13.                        | «Бажай»                                               | 2:23               |
| 14.                        | «Додому»                                              | 2:54               |
| 15.                        | «Vibe (Dance Version Remix)» (за участю DJ Lily Puto) | 2:49               |
| Загальна тривалість: 41:32 |                                                       |                    |

## Учасники запису
У записі альбому взяли участь:
- Настя Каменських — авторка слів та музики;
- Олексій «Потап» Потапенко — автор слів та музики;
- Інга Кагарлик — авторка слів та музики (треки 1, 5, 8 та 13);
- Володимир Кагарлик — автор слів та музики (треки 1, 5, 8 та 13);

### Інші учасники
- Віталій Денчук — продюсер (трек 3);
- Льоля Отченаш — продюсер (трек 1);
- Валерія Коваль — менеджер продукту (треки 1, 3, 7 та 12);
- Володимир Пашкевич — менеджер продукту (треки 1, 3, 7 та 12);
- Ілона Пашкевич — менеджер продукту (треки 1, 3, 7 та 12);
- DJ Lily Puto — ремікс (трек 15).

## Нагороди та номінації
| Рік  | Премія | Номінація                 | Результат | Примітка       | Дж.    |
| ---- | ------ | ------------------------- | --------- | -------------- | ------ |
| 2022 | YUNA   | Найкраща пісня ішою мовою | Номінація | «Красное вино» | [ 21 ] |
| 2022 | YUNA   | Найкращий альбом          | Номінація |                | [ 21 ] |